# ليلى أربيل
ليلى أربيل (12 يناير 1931 - 19 يوليو 2013) هي واحدة من أهم الكاتبات الروائيات المعاصرات في تركيا. ألفت «أربيل» 6 روايات و3 مجموعات قصصية وكتاب للمقالات، وتعتبر أول سيدة تركية يرشحها نادي القلم الدولي لجائزة نوبل للآداب عام 2002. كان لـ«أربيل» دور رائد في تأسيس اتحاد الفنانين ونقابة الكُتّاب في تركيا.
ولدت في إسطنبول ابنةً ثانيةً وسط ثلاث شقيقات. والدها هو حسن تحسين (Hasan Tahsin) ووالدتها أمينة خانوم حوري (Emine Huriye Hanim). أتمت ليلى دراستها في مدرسة قاضي كوي للبنات ثم انتقلت لدراسة اللغة الإنجليزية وآدابها في جامعة اسطنبول. عقد قرانها على زوجها الأول آيتيك شاي (Aytek Şay) عام 1951 بعد عامها الجامعي الأول وانقطعت عن دراستها الجامعية وقتها. لم يدم الزواج طويلاً، وعادت لتكمل دراستها الجامعية بعد انفصالها عن زوجها. وفي عام 1953، التقت زوجها الثاني محمد أربيل (Mehmet Erbil) أثناء عملها كسكرتيرة ومترجمة لدى الخطوط الجوية الاسكندنافية خلال عامها الجامعي الأخير لتقطع دراستها الجامعية ثانيةً دون العودة إليها.
انتقل الزوجان للعيش في أزمير بعد فترةٍ قصيرةٍ على زواجهما وهناك أنجبا طفلتهما الوحيدة فاتوس بينار أربيل (Fatoş Erbil-Pınar) في عام 1960 ثم عادا إلى إسطنبول في وقتِ لاحق.
في عام2005، اكتشفت «أربيل» إصابتها بمرض نادر يعرف بكثرة المنسجات لخلايا لانغر هانز وظلت تصارع المرض لمدة 8 سنوات حتى تغلب عليها في 19 يوليو 2013 عن عمرِ يناهز الـ82 عاماً في مستشفى إسطنبول، حيث كانت تتلقى العلاج، إثر فشل كلوي ومشاكل تنفسية نشؤوا كأثر جانبي لمرضها.

## انتماءاتها الحزبية وأنشطتها
انضمت «أربيل» لمكتب الفنون والثقافة التابع لحزب العمال التركي في الستينيات حيث عملت هناك وشاركت في أنشطته في الوقت الذي كان فيه الحزب الأكثر نفوذاً في تركيا، حتى اندمج مع الحزب الشيوعي عام 1988 ولم يعد مستقلاً بذاته.
شاركت أربيل في تأسيس اتحاد فناني تركيا عام 1970 . بعدها بأربعة أعوام عام 1974، ساهمت في تأسيس نقابة الكُتّاب الأتراك وشاركت أصدقاءها في وضع دستورهاو في الوقت ذاته، كانت عضوةً في نادي القلم الدولي. في عام 1999، تم ترشيحها لتولي منصب نائب في حزب الحرية والتضامن الذي كانت عضوةً فيه وانشقت عنه في وقتٍ لاحق بسبب خلافاتٍ بينها وبين باقي الأعضاء.

## أعمالها الأدبية
بدأت «أربيل» في كتابة القصص أثناء عملها سكرتيرة ومترجمة في الخطوط الجوية الاسكندنافية، وقامت بنشر أول قصيدة شعرية لها عام 1945. لم تكتسب «أربيل» شهرتها من كتابة الشعر، ولكن من نشر كتاباتها القصصية التي اهتمت بمناقشة الصراعات النفسية والاجتماعية في حياة الفرد والمجتمع في الصحف فترة الخمسينيات.التناقض هو ما كان يميز كتابات ليلى القصصية، القصص الغرامية والتي تعالج التطورات الاجتماعية والسياسية على حدٍ سواء. ابتكرت ليلى لنفسها أسلوباً خاصاً للكتابة استلهمته من تعاليم «سيغموند فرويد»، تحررت فيه من الأدب التركي التقليدي والتركية التقليدية بقواعدها وبألفاظها.انشغلت أربيل بالبحث عن طريقة سردية جديدة تصور بها صراعات الوجودية للفرد المعاصر ضد مجتمعه، وتميزت ببراعتها في رصد الأشخاص المختلفين في وجهات النظر، وبمحاولاتها المستمرة لعرض الوجوه المختلفة للحقيقة من خلال كتاباتها.
بدأت بنشر كتاباتها القصصية منذ عام 1961، حيث كانت (زغب القطن Hallaç) أول قصة قصيرة تنشرها. بعد ذلك في عام 1971، قامت ليلى بنشر (امرأةٍ غريبة الأطوار Tuhaf Bir Kadın	)، روايتها الأولى التي اعتبرها الكثيرون فريدةً من نوعهاومنافسة لأعمال الروائية القديرة «ڤرجينيا وولف». كانت الرواية رائدة بسبب طريقتها المبتكرة في عرض النظرة النسائية للانتهاكات الرجولية ضدها، ومناقشتها قضايا تعرض لأول مرة في الأدب التركي مثل قضية العذرية، زنا المحارم والاعتداء الجنسي والجسدي. أحدثت ليلى من خلال هذه الرواية نقلةً في الأدب التركي وسار على هديها من تلاها. زادت شعبية «أربيل» في مناقشتها القضايا النسائية بعد نشرها لمجموعتها القصصية القصيرة (في الليل Gecede). بعد ذلك قامت بنشر روايتيين في الثمانينات: (يومٌ من الظلام Karanlığın Günü) عام 1985 و (الحب في رسائل Mektup Aşkları) عام 1988. أما عن فترة التسعينيات، فقد خصصتها لكتابة المقالات قبل أن تنتقل لكتابة رائعة الكوميديا السوداء (القزم Cüce)عام 2001.وفي عام 2011، قامت ليلى بنشر روايتها (البقية Kalan) التي تناقش فيها مأساة المجتمعات متعددة الثقافات في إسطنبول من عيون النساء المناصرات للتمرد والعالمية.في عام 2002، تم ترشيح أربيل لجائزة نوبل للآداب من خلال نادي القلم الدولي كأول تركية ترشح لهذه الجائزة. ترجمت أعمالها الأدبية للإنجليزية والألمانية والفرنسية.

## أهم مؤلفاتها
| السنة | اسم العمل الأدبي | ترجمة الاسم         | نوعه      |
| ----- | ---------------- | ------------------- | --------- |
| 1961  | Hallaç           | زغب القطن           | قصص قصيرة |
| 1968  | Gecede           | في الليل            | رواية     |
| 1971  | Tuhaf Bir Kadın  | امرأة غريبة الأطوار | رواية     |
| 1977  | Eski Sevgili     | العشق القديم        | قصص قصيرة |
| 1985  | Karanlığın Günü  | يوم من الظلام       | رواية     |
| 1988  | Mektup Aşkları   | الحب في رسائل       | رواية     |
| 1998  | Zihin Kuşları    | طيور الذاكرة        | مقالات    |
| 2001  | Cüce             | القزم               | رواية     |
| 2005  | Üç Başlı Ejderha | تنين بثلاثة رؤوس    | رواية     |
| 2011  | Kalan            | البقية              | رواية     |
| 2013  | Tuhaf Bir Erkek  | رجل غريب الأطوار    | رواية     |

## روابط خارجية
- وزارة السياحة والثقافة التركية
- كتب ليلى أربيل على أمازون
- رحيل صاحبة «العشق القديم»